# Anton Koberger

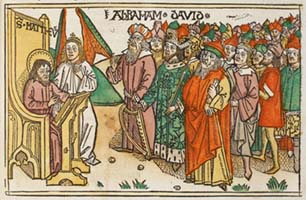
Xilogravura da Bíblia de Koberger (1483).

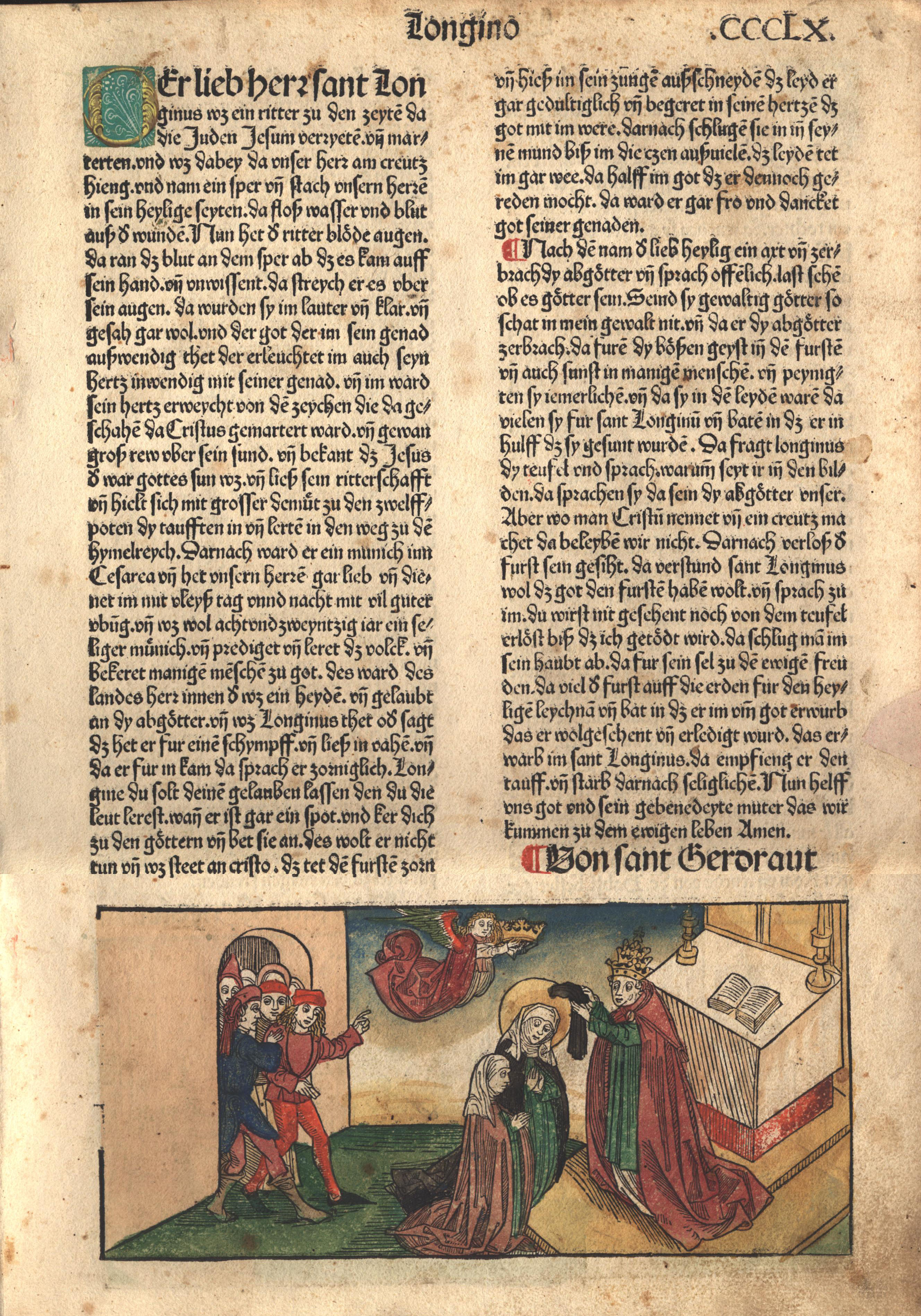
Fólio da obra A lenda dourada (Legenda aurea ou Legenda sanctorum), impressa por Anton Koberger em 1488. A imagem retrata uma santa mulher sendo ungida, possivelmente Maria.

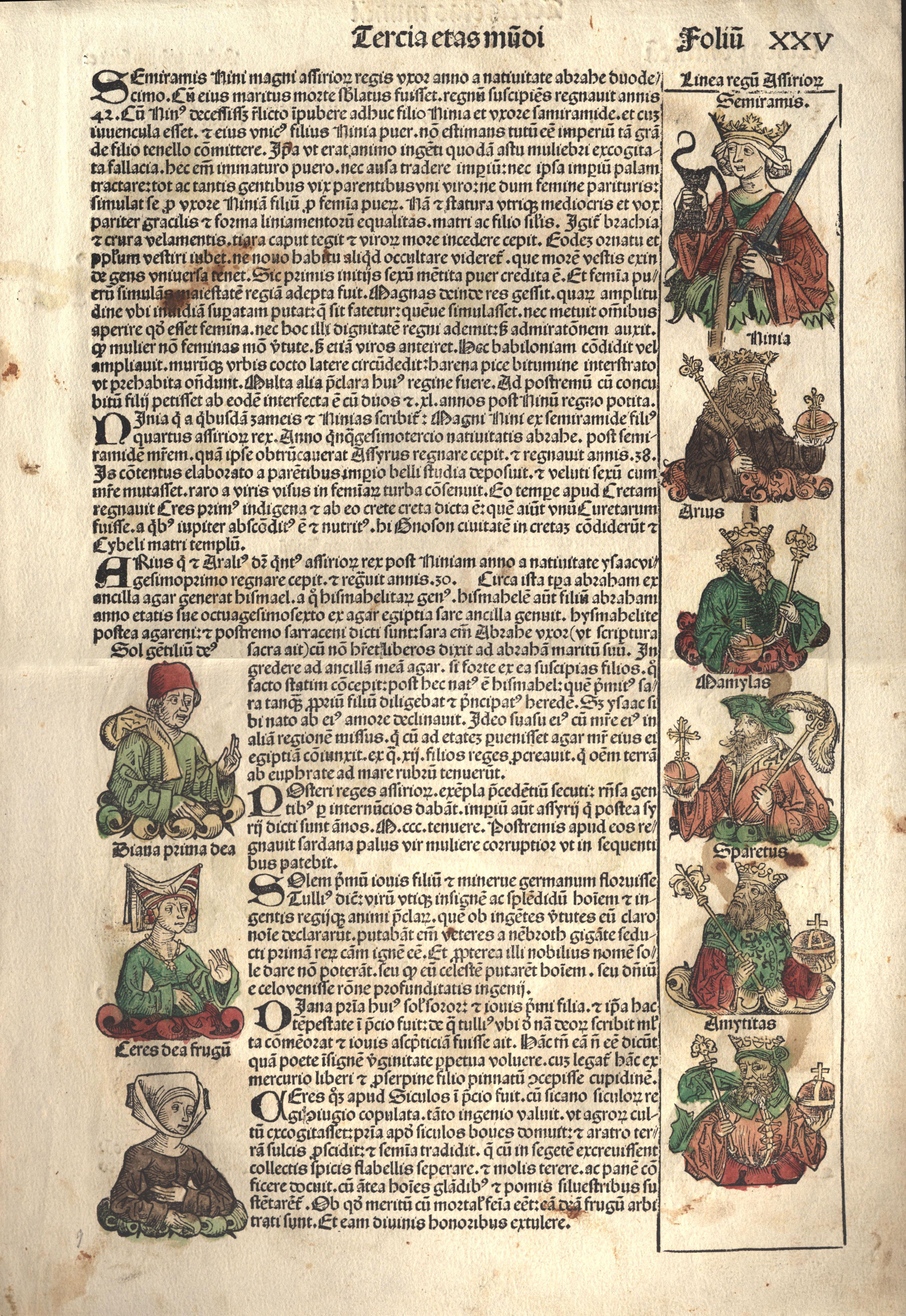
Página da Crónica de Nuremberga (folha 25, página 49), impressa por Anton Koberger cerca de 1492.

Anton Koberger (c. 1440 – 3 de outubro de 1513) foi um ourives, impressor, editor e livreiro que imprimiu e publicou, entre outros incunábulos notáveis, a obra Crónica de Nuremberga. Destacou-se como impressor e como mercador de livros de outros impressores, tendo estabelecido em 1470 a primeira casa de impressão da cidade de Nuremberga. Foi pioneiro na exploração económica da edição e do comércio livreiro, introduzindo no sector uma actividade empresarial típica do capitalismo. Foi vizinho da família e padrinho de Albrecht Dürer.

## Biografia
Anton Koberger nasceu em Nuremberga numa família de padeiros, aparecendo em 1464 pela primeira vez na lista de cidadãos de Nuremberga. Em 1470 casou com Ursula Ingram e, após a morte desta, novamente em 1491 com Margarete Holzschuher. Ao todo foi pai de vinte e cinco filhos, dos quais treze sobreviveram até à idade adulta.
Foi padrinho de Albrecht Dürer, cuja família residia na mesma rua onde Koberger tinha a sua oficina e residência. No ano de 1470, um ano antes do nascimento de Dürer, encerrou o seu negócio de ourivesaria para se dedicar à impressão e ao comércio de livros, abrindo a primeira oficina tipográfica da cidade de Nuremberga. Teve grande sucesso nos negócios e em pouco tempo era o principal editor e impressor da Alemanha.
Em poucos anos o negócio de impressão e distribuição de livros de Koberger cresceu a ponto de absorver grande parte dos seus rivais e de se transformar num conglomerado com 24 prensas em operação, editando numerosos trabalhos em simultâneo e empregando, no seu período de maior sucesso, mais de 100 trabalhadores, wntre os quais impressores, tipógrafos, fundidores, iluministas, gravadores e outros artistas.
Procurando constantemente melhorar os seus negócios, enviava agentes e estabelecia acordos com livreiros de toda a Europa Central e Ocidental, incluindo na sua rede comercial cidades como Veneza, o outro grande centro europeu de impressão naquela época, Milão, Paris, Lyon, Viena e Budapeste. Para abastecer de papel o seu negócio obteve duas manufacturas de papel.
O seu negócio editorial pouco sobreviveu à sua morte, cessando em 1526, tendo a família revertido para o ramo da ourivesaria e joalharia.

## Edições mais conhecidas
Entre as muitas edições impressas produzidas por Anton Koberger que a partir dos finais do século XV e inícios do século XVI, destacam-se particularmente três obras, consideradas marcos na arte tipográfica europeia: (1) a edição ilustrada da Bíblia em alto alemão, produzida em 1483, com múltiplas ilustrações notáveis em xilogravura notáveis; (2) a edição em alemão da Legenda aurea de Jacopp dal Vorgine; e (3) a edição de 1492 do Liber Chronicarum, as famosas Crónicas de Nuremberga.
A edição da Bíblia em alemão erudito (ou alto alemão), saída em 1483, utiliza o texto da primeira Bíblia impressa alemão por Günther Zainer na década de 1470. Apesar de erradamente ser comum considerar a versão em alemão vernacular de Martin Luther como a primeira tradução bíblica a língua alemã, aquela edição apenas surgiu no início do século XVI, não sendo por isso a primeira Bíblia em alemão pois a edição de Zainer aparecera quase 50 anos antes, com as edições de Koberger da mesma tradução surgindo pouco tempo depois. A lenda sustenta que Lutero se teria aproximado inicialmente da casa de impressão de Koberger para produzir sua tradução da Bíblia para o alemão, mas o impressor teria recusado o projecto. Os estudiosos têm especulado que a casa de impressão Koberger poderia ter continuado muito para além de 1526 se tivesse aceite ser a editora da obra de Lutero. 
A casa editora de Koberger também imprimiu uma edição em língua alemã da obra Legenda aurea (Lenda dourada, da autoria de Jacopp dal Vorgine, no ano de 1488. A obra foi publicada com ilustrações em xilogravura de santos e temas religiosos.
Contudo, a edição mais famosa da casa de Anton Kolberger é a obra Liber Chronicarum, mais conhecida por Crónica de Nuremberga, saída a público no ano de 1492. A obra é provavelmente a edição mais amplamente ilustrado da época dos incunábulos, o período que decorreu por volta de 1450-1500. Foram produzidas várias edições em latim e alemão, sendo o trabalho tão popular que se acredita ter tido uma das maiores tiragens do período dos incunabula. Aproveitando a popularidade, várias edições piratas apareceram quase imediatamente após a edição de Kolberger.